# 粟井直樹
粟井 直樹（あわい なおき、1953年1月13日 - 2010年10月3日）は、日本のボディビルダー、スポーツ整体療術師、筋肉調整指導師。日本ボディビル連盟理事、岡山県ボディビル連盟理事長。大阪府出身。

## 経歴
子供の頃からスポーツに親しみ、小学校4年生の時から身体が小さいことに対するコンプレックスを払拭するために、自分で腕立て伏せ・逆立ちの訓練を毎日始める。そのため小学校時代はクラスで2番目ぐらい背が低かったにもかかわらず、相撲や短距離、ソフトボール投げでは学校代表になる。また小学校の体力テストでも小学校4年生で中級・5年6年と上級になる。相撲・陸上・剣道・趣味程度の器械体操などをやり、その後、高校1年生の時からエキスパンダーを購入し、家でトレーニングを開始する。18歳の時に空手を習うため、胴着を購入しに行った帰り、たまたま立ち寄ったボディビルジムを見学し、その魅力に取り付かれ、その日のうちに入会し、トレーニングを開始する。しかし、音楽にも興味があったためトレーニングは1年間で終了し、19歳-20歳までの間、友人と2人でフォークソングのグループ活動をする。1年間の活動中にもトレーニングに対する未練が心に残り、20歳から再び本格的にトレーニングを再開する。この時は日本一を目指してトレーニングに励むようになり、トレーニングの時間を使えるようにと、教員の道を諦め、大阪の中央市場の荷受会社に就職する。
23歳の時に初めて出場したミスター大阪で3位入賞、翌年が同大会で2位入賞。そして25歳でミスター大阪・ミスター関西優勝とミスター日本7位入賞となる。ミスター日本5位入賞の27歳の時に急に結婚話が持ち上がり、急遽、岡山に移ることになる。岡山では2年間、現役選手のかたわらで個人経営のジムでコーチとして指導。その間、ミスター日本3位になるがその後独立して現在のユニバーストレーニングスタジオを経営する。この当時、ボディビル界ではボディビル界の百恵ちゃんこと、西脇美智子選手がマスコミに注目を浴びたため全国的に有名になり、ユニバースにも毎月のようにテレビやラジオ・新聞の取材があり、地元での知名度もかなり高まる結果となるが、仕事が多忙を極め現役選手としての活動を断念する。また女子のインドアでの綱引きチームも結成し、12年間連続して岡山県代表で全国大会に出場。全国2位までの結果を残す。自身も男子チームのメンバーとして2回、全国大会に出場を果たす。
長年のトレーニング指導の中で、現状のトレーニング界に蔓延している指導方法に限界を感じ、中国式整体を勉強する。これが後に筋肉の調整を主体としたスポーツ整体になり、それからトレーナー活動を開始する。その後、スポーツ選手としては競輪・ボート・野球・テニス・レスリング・柔道等の選手の体力づくり、身体の調整を行ない現在に至っている。この間、月刊ボディビルディング誌で4年間、「粟井直樹の独り言・粟井式トレーニング」の執筆活動を行い、平成19年度より粟井式スポーツ整体の生徒を募集。またセンターで整体師やパーソナルトレーナーとして生徒が活躍をしている。晩年には、ジム経営・パーソナルトレーナー業以外に
- スポーツ整体指導士の養成・スポーツトレーナー養成

の他ボディビル関係では
- （社）日本ボディビル連盟理事
- 中国・四国ブロック代表理事
- 岡山県ボディビル連盟理事長

を務めJOCのボディビル強化スタッフとして世界大会にも同行していた。モットーは、すべてがことばから始まるということを根本理念とし、イメージを大切に、自然な、無理のない動きをベースにした、特に体幹を中心に強化するトレーニング指導を行っていた。　

## 活動実績
- 1976年　ミスター大阪3位（初出場）
- 1977年　ミスター大阪2位
- 1978年　ミスター大阪優勝
- 1978年　ミスター関西優勝
- 1978年　ミスター日本7位
- 1980年　ミスターアポロ優勝
- 1980年　ミスター日本6位
- 1982年　ミスター実業団優勝
- 1982年　ミスター日本4位
- 1982年～1985年　全日本ボディビルペア選手権優勝
- 1983年　ミスター日本3位

## 活動
月刊ボディビルディング誌にコラム「あわいなおきのひとり言・あわい式トレーニング」を執筆していた。ユニバーストレーニングスタジオを経営。また、セミナー活動や、プロスポーツ選手・一般人にパーソナルトレーナー・筋トレのアドバイス等を行っている。ボディビルの経験を活かして粟井式のポージング指導DVDを発売。整体・ストレッチの施術も行なっている。